# Émile de Nieuwerkerke

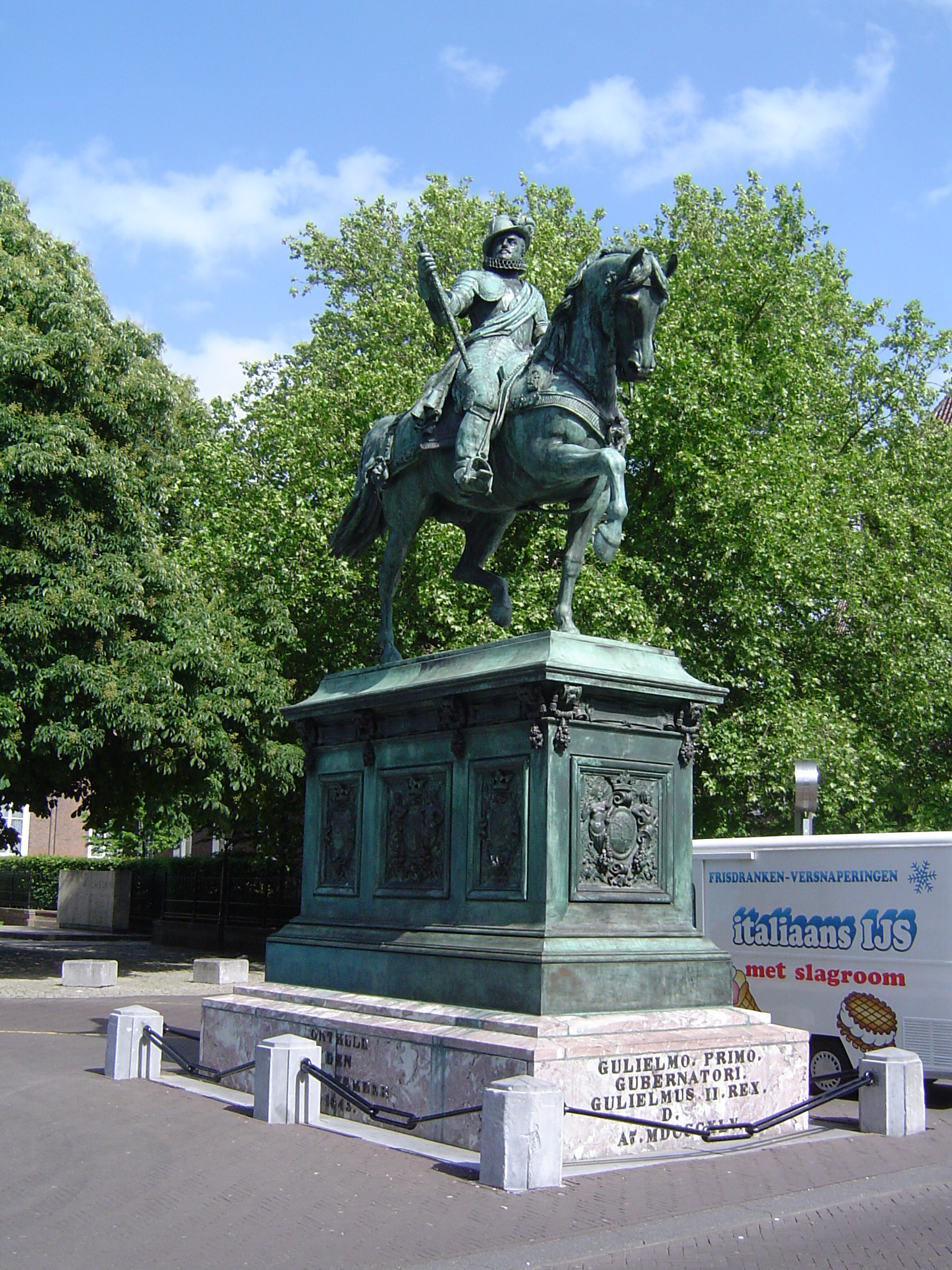
Estatua ecuestre de Guillermo de Orange en La Haya.

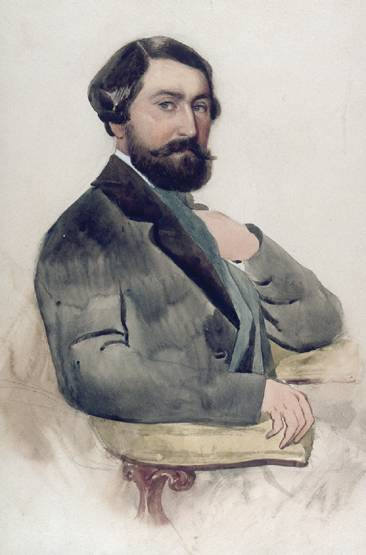
Retrato del escultor Émile de Nieuwerkerke, por Mathilde Bonaparte de 1856-57.

El conde Alfred Émile O'Hara de Nieuwerkerke (París, 16 de abril de 1811 -  Gattaiola de Lucca, 16 de enero de 1892) fue un escultor francés

## Datos biográficos

### Familia
Nieuwerkerke era hijo de Charles (1785-1864), un oficial de caballería en el ejército francés, que había nacido en Lyon y descendiente de una familia de los Países Bajos que había sido partidaria de Luis XVIII. Su madre, Luise Albertina de Soissons (? -1854), procedente de Vassan, es considerada la nieta ilegítima del duque de Orleans.
Partidario de Carlos X, que había sucedido a su hermano Luis XVIII, en 1825. De 1825 a 1829 asistió al colegio Stanislas y luego en 1829 comenzó un curso en la Escuela de caballería real en Saumur. Abandonó el curso después de la revolución de julio de 1830, por lealtad al depuesto Carlos X.
Nieuwerkerke se casó en 1832 con Thecla de Monttessuy, la hija del conde Auguste de Monttessuy, alcalde de Juvisy-sur-Orge. Después de la muerte durante el embarazo de una hija, no podían tener hijos. Por incompatibilidad de caracteres se separaron poco después.

### Escultor
En 1834, Nieuwerkerke realiza un viaje a Italia, donde visitó muchos museos. Se quedó fascinado por las esculturas antiguas de la colección de Félicie de Fauveau y tomó clases de escultura en los estudios de Pradier y del barón Carlo Marochetti. Uno de sus primeros trabajos fue la estatua ecuestre del Duque de Clarence en la batalla del año 1838. En 1842 se establece en París, participando asiduamente en los Salones de Artistas.

### Mathilde Bonaparte
Tras el éxito inicial como escultor, Nieuwerkerke viajó en 1845, junto con el Conde de Chambord, una vez más a Italia. Allí conoció a Matilde Bonaparte. La prima de Carlos Luis Napoleón Bonaparte, el futuro Napoleón III. Comenzando una relación que duró más de veinte años y que favoreció significativamente su movilidad social y más tarde su carrera en la administración imperial. Mathilde Bonaparte estaba casada en ese momento con el príncipe Anatole Demidoff, pero lo dejó en 1846, para obtener un palacio en París, rue de Courcelles, que Nieuwerkerke había escogido para ella. El cronista Horacio de Viel-Castel describe la relación de Matilde con Nieuwerkerke del siguiente modo: "Esconden su conexión en cualquier circunstancia. Pero habla de Nieuwerkerke como una mujer habla de su marido. Todo el mundo sabe que viven en la misma casa". Desde Nieuwerkerke pero sigue casado con María de la Tecla Monttessuy y cuando se desvela esta circunstancia en la corte de Luis Felipe, sufre el escultor su primer gran rechazo. Tanto Matilda como el escultor, persiguen intereses artísticos, sin embargo, poco después de su llegada a París, con la llegada al gobierno de su primo,la casa se convierte en un centro de la sociedad parisina, y Nieuwerkerke adquiere gran influencia cultural y política en la corte imperial. La relación de Nieuwerkerke con Matilde duró hasta 1869, la Bonaparte se casó al año siguiente con el artista Popelina. Por entonces ya había aparecido otra mujer en la vida Nieuwerkerke, la princesa Olga Cantacuzene (1843-1929) en 1861.

### Cargos públicos
Desde 1848 fue director de una serie de museos estatales (Museo del Louvre, Luxemburgo, Versalles y de Saint-Germain-en-Laye). Del 25 de diciembre de 1849 al 5 de diciembre de 1870 "directeur général des Musées Nationaux" y ocupó el cargo en el Louvre. Fue miembro de la Académie des Beaux-Arts en 1853 y fue responsable de la reforma de la Escuela Nacional Supérieure des Beaux-Arts. Hasta la caída del Segundo Imperio francés jugó un papel importante en la política cultural de la Segunda República y el Segundo Imperio.
Después de la derrota de Napoleón III Nieuwerkerke huyó a Inglaterra. Vendió su colección privada al coleccionista Richard Wallace, por lo que es parte de la Colección Wallace. Se trasladó en 1872 a Italia, donde compró Villa Burlamacchi en Gattiaola en Lucca. Allí murió en 1892.

## Obras
Entre las mejores y más conocidas obras de Émile de Nieuwerkerke se incluyen las siguientes:

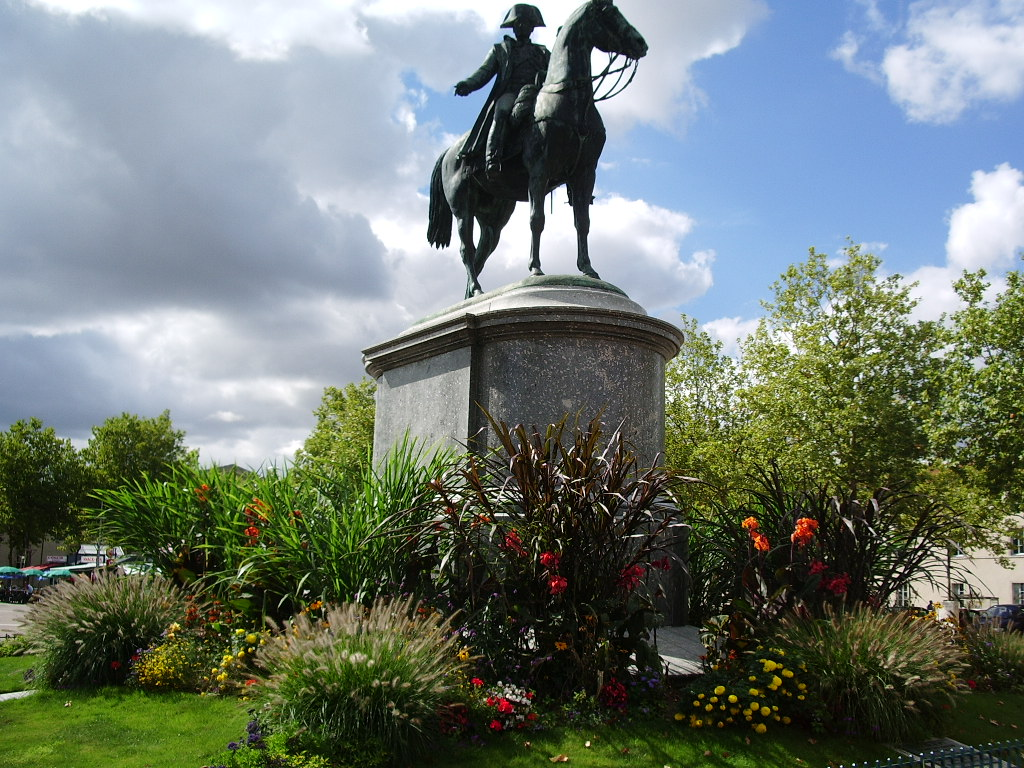
Napoleón Bonaparte

(pinchar sobre la imagen para agrandar) 

### Exposiciones y obras
En el terreno del arte entre 1842 y 1861 trabaja como escultor independiente, exponiendo, en particular, en el Salón de París y recibiendo varios encargos. Hizo su debut en el Salón de París con un busto de mármol del Conde Charles de Ganay. En 1843 presentó en el Salón, el modelo de yeso de la Estatua ecuestre de Guillermo de Orange y el busto de mármol del marqués Mortemart. La fundición de bronce de la estatua fue inaugurada oficialmente en 1845 en frente del Palacio Noordeinde, en La Haya, donde se encuentra hoy todavía. En 1846 expuso en el Salón los bustos de Richard de l'Aigle y René Descartes. Al año siguiente llegó junto con tres bustos de mármol y un modelo de yeso de la reina Isabel I de España a la exposición. Otra versión de Descartes en mármol, con la impresionante altura de tres metros, fue establecido en 1853 en Tours. En el mismo año, el museo inaugura su monumento de Napoleón I en Lyon. Una estatua ecuestre de Napoleón I fue un poco más tarde expuesta en La Roche-sur-Yon. Además de los bustos de Napoleón III, de la emperatriz Eugenia y la princesa Mathilde ha producido numerosas medallas de la familia imperial y de los miembros de la aristocracia. Su último encargo público fue el monumento del mariscal Nicolas Catinat, que se encuentra desde 1860 en frente de la iglesia de Saint-Gratien en Saint-Denis.

### Trabajos en los Países Bajos
Encargado por el rey Guillermo II en 1845, hizo una estatua de su antecesor Guillermo de Orange, que fue colocada en el Palacio Noordeinde de La Haya. Fue nombrado caballero por el rey,caballero de la Orden del León neerlandés. En La Haya, también hizo una estatua de René Descartes.
- 1845: Guillermo de Orange estatua del Palacio Noordeinde La Haya
- 1845: René Descartes estatua en Newton Square (reintegrados 1914) La Haya

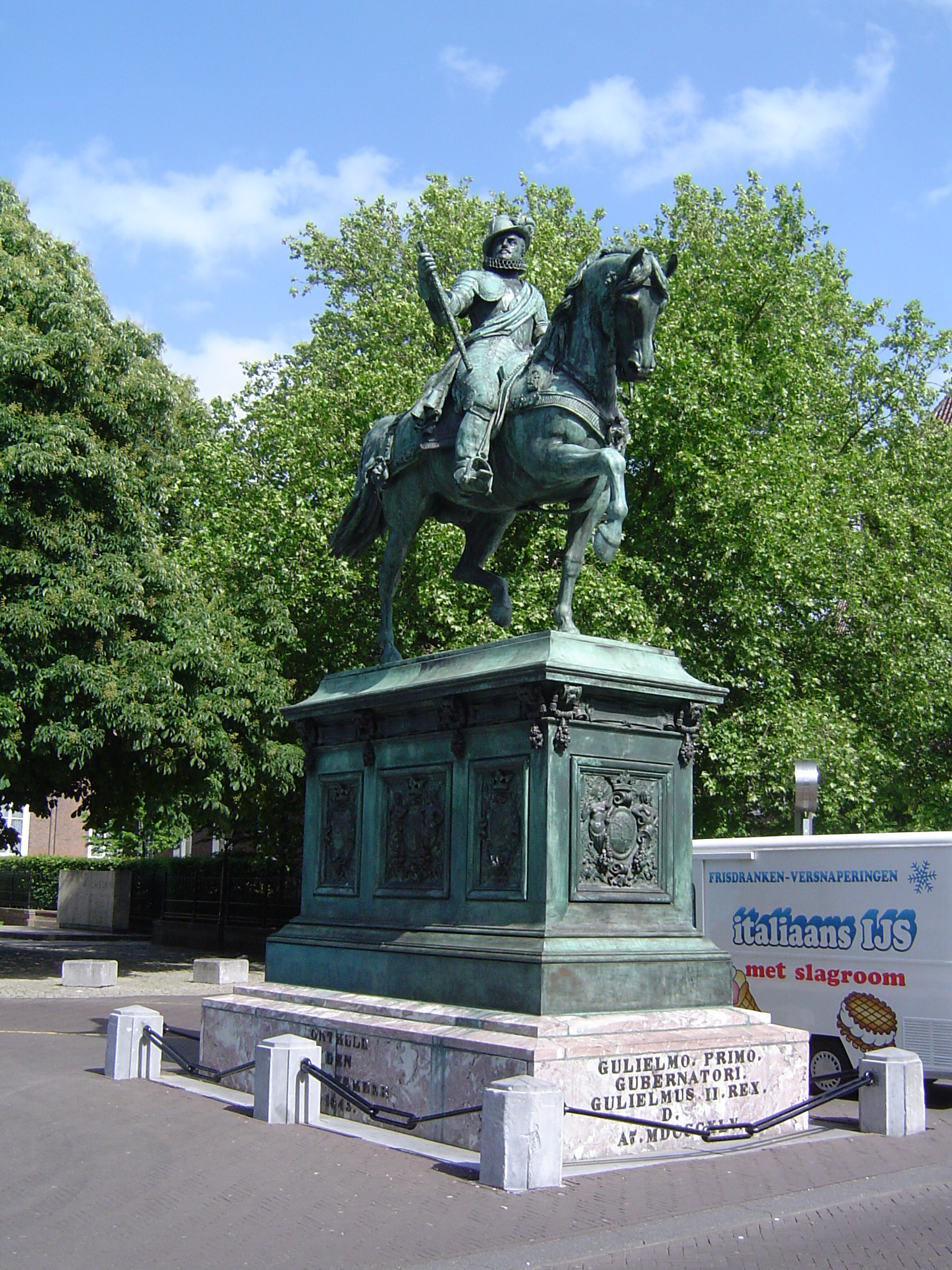
Guillermo I
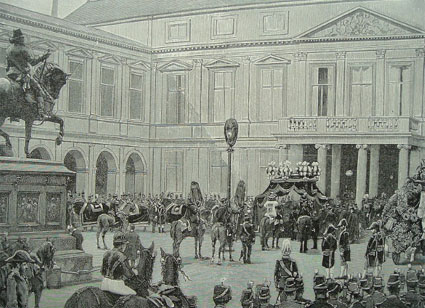
Fotograbado de 1891 donde se ve la estatua de Guillermo I
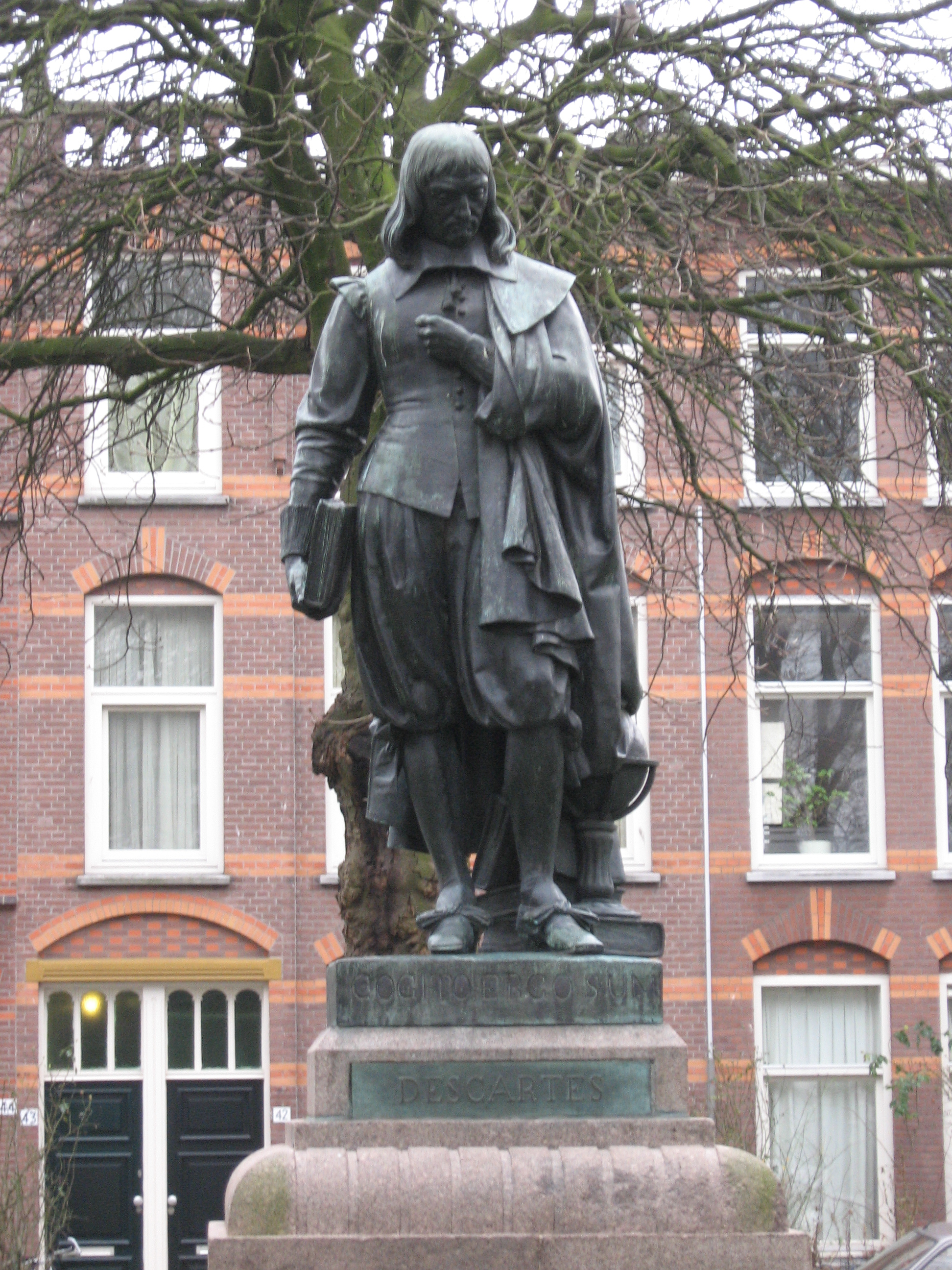
René Descartes
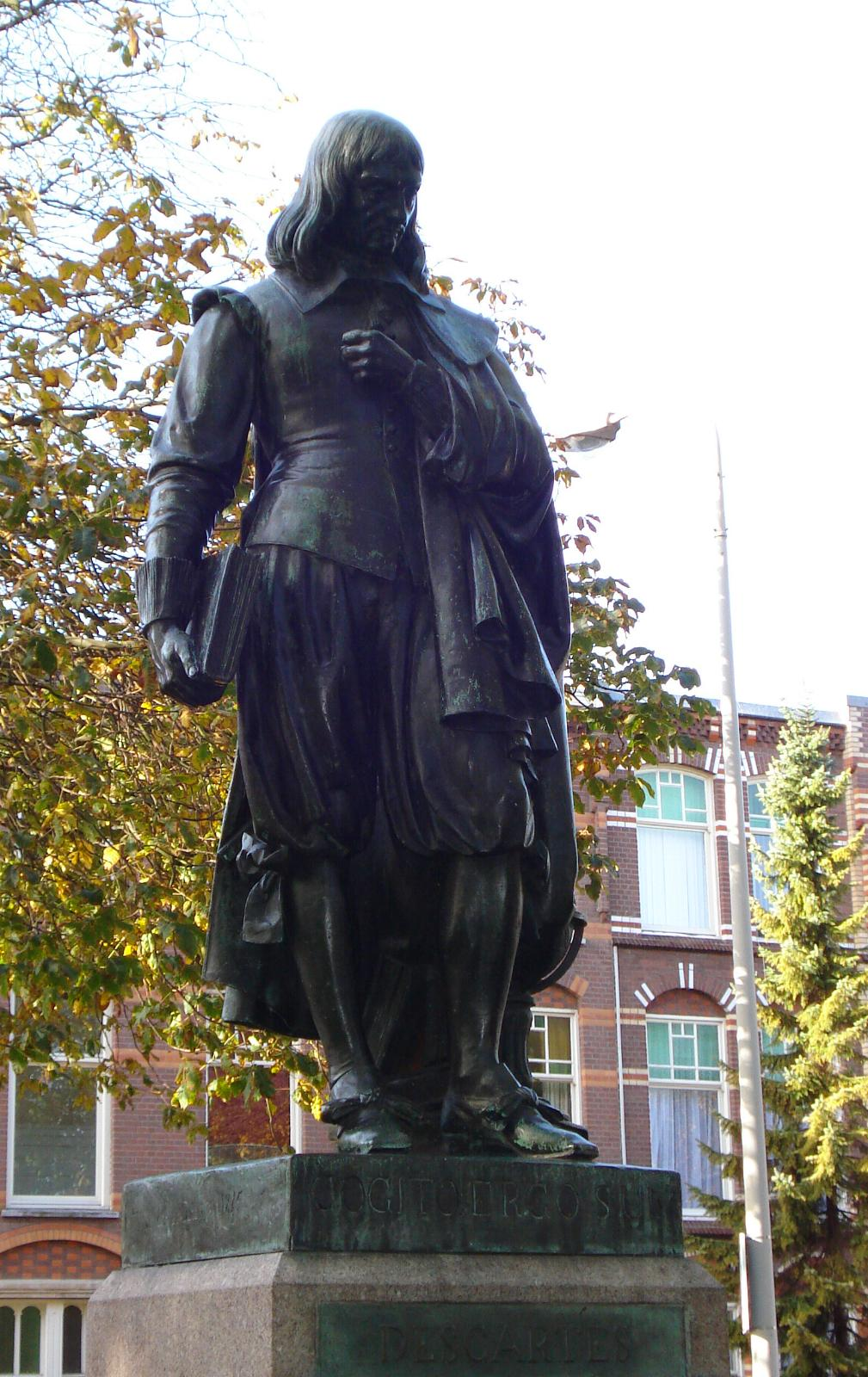
René Descartes

### Exposición Compiègne 2000/2001
Durante la exposición Emilien Nieuwerkerke de 2000/2001 en el Musée national du Château de Compiègne en Compiègne, se exhibieron entre otras los siguientes esculturas:
- 1838 Combate del Duc de Clarence (col. casa real británica)
- 1842 Buste d'homme
- 1843 Modelo de la estatua de Guillermo de Oranje (Coll. Staatl. Kunsthalle Karlsruhe)
- 1843 Henri II
- 1847 Retrato de Leroy d'Etiolles
- 1852 Busto del prince-président
- 1852 Busto de la emperatriz Eugenia
- 1852 La Princesa Mathilde (mármol)
- 1863 Busto de Olga Cantacuzène
- 1876 El príncipe Lorenzo Altieri

### Otras obras (selección)
- 1838 Isla de Wight: Le Combat du Duc de Clarence, recogida en la casa real de Osborne House
- 1852: Estatua ecuestre de Napoleón 1.er à cheval (demolida 1870/71) Lyon
- 1854 La Roche-sur-Yon: Napoléon 1.er à cheval, plaza Napoleón
- 1860 Saint-Gratien (Val-d'Oise): monumento al Mariscal Nicolas Catinat en la iglesia Saint-Gratien.[4]